# Ludvík Kavín
Ludvik Kavin (auch Ludvík Kavín, * 2. Juli 1943 in Brünn; † 25. April 2025 in Wien) war ein österreichischer, aus Tschechien stammender Theaterleiter, Regisseur, Schauspieler, Philosoph und Charta 77-Unterzeichner. Er gründete gemeinsam mit seiner Frau Nika Brettschneider im Jahr 1978 die Freie Gruppe Theater Brett – Compagnie Brettschneider, deren Leitung er bis zuletzt innehatte. Im Jahr 1984 eröffnete das Ehepaar Brettschneider und Kavin das eigene Haus Theater Brett, das sie gemeinsam bis zu Nika Brettschneiders Tod im Jahr 2018 leiteten.

## Leben
Als Kind war Kavin Mitglied eines Radiokollektivs, aus dem die Kinderrollen für Radiosendungen ausgewählt wurden. Mit 17 gründete er die Kindertheatergruppe Darek. Ab 1961 studierte er an der Masaryk-Universität in Brünn Philosophie und erlangte 1966 den Magistertitel. Er arbeitete als Lehrer, wurde aber aufgrund seiner Aktivitäten im Prager Frühling mit Berufsverbot belegt. 1974 heiratete er in zweiter Ehe Nika Brettschneider. 1975 gründete er die Theatergruppe Piram (das einzige postsurrealistische Theater in der damaligen Tschechoslowakei), durfte jedoch nicht persönlich auftreten. Im selben Jahr wurde auch der gemeinsame Sohn Jakub Kavin geboren. Im Jänner 1977 unterzeichnete er, gemeinsam mit seiner Frau, die Charta 77 und galt daraufhin in der ČSSR als unerwünschte Person. Im Juli 1977 erhielt die Familie Asyl in Österreich und übersiedelte nach Wien, vier Jahre später nahmen sie auch die österreichische Staatsbürgerschaft an. 
Von 1977 bis 1980 war Kavin Co-Leiter der Palach Press, der von Jan Kavan in London gegründeten Presseagentur tschechoslowakischer Dissidenten.
In Wien gründeten Kavin und Brettschneider die freie Theatergruppe Verein Theater Brett - Compagnie Brettschneider und begannen, eigene unabhängige Theaterinszenierungen zu entwickeln. Die erste dieser Produktionen war Das Licht der Welt des Charta 77-Unterzeichners Jiří Kolář. Die Uraufführung fand im Januar 1978 in Brüssel statt, im Rahmen des Festivals 10 Jahre Prager Frühling. Hier traten Brettschneider und Kavín unter anderem gemeinsam mit Wolf Biermann auf. Eine Vielzahl weiterer Inszenierungen entstand an verschiedenen Spielorten, hauptsächlich in Wien, aber auch in Zürich, darunter Die Grube, ebenfalls von Kolář, und Das Mündel will Vormund sein von Peter Handke, zudem eine Vielzahl eigener Stückentwicklungen.

### Leiter desTheaters Brett
1984 eröffneten Brettschneider und Kavín ein eigenes Haus in Wien, das Theater Brett.

Die Eröffnungsinszenierung war Das Labyrinth der Welt und das Paradies des Herzens von Jan Amos Komenský, in der Regie von Brettschneider und Kavín, die beide auch mitspielten.
 
Neben seiner Tätigkeit als Theaterleiter war Ludvik Kavin am Theater Brett auch für über 40 Inszenierungen verantwortlich, darunter: Romeo und Julia von Shakespeare, Die Höllenmaschine von Jean Cocteau, die österreichische Erstaufführung von Helden wie wir von Thomas Brussig, oder die Collage Ernst Jandl für alle, die auf Tournee unter anderem auch in Ungarn, Litauen und Russland gezeigt wurde. Außerdem verkörperte er als Schauspieler zahlreiche Haupt- und Nebenrollen, und auch einige Solorollen – wie etwa „Karl Max“ (alias Karl Marx) in Friedrich, du bist ein Engel von Milan Uhde, "Krapp" in Becketts Das letzte Band, Shakespeares "Lear" als Soloperformance, oder den "Mann" in Felix Mitterers Mein Ungeheuer.

Nach dem Fall des Eisernen Vorhangs war Kavin auch vermehrt wieder in Tschechien tätig. 1990 war er Chefredakteur der Mährischen Zeitung („Moravské noviny“), von 1991 bis 1992 Intendant des Nationaltheaters in Brünn. 
Für ihre Wirkung als Kulturvermittler (im Bereich des grenzüberschreitenden mitteleuropäischen Theaters) wurde Kavin und Brettschneider 2013 der CENTROPE-Preis zugesprochen.
Nach dem Tod von Nika Brettschneider 2018 zog sich Kavin als Leiter des Theater Brett zurück, das seitdem von seinem Sohn Jakub Kavin unter dem neuen Namen TheaterArche weitergeführt wird. Gemeinsam mit dem jüngeren Sohn Lukas Kavin (geb. 1988) war er aber weiterhin mit dem Verein Theater Brett künstlerisch aktiv, so wurde etwa jährlich ein Theaterfestival im Impulshaus in Maria Schutz veranstaltet. Darüber hinaus kümmerte sich Ludvik Kavin um die Archivierung des Nachlasses seiner Frau, der dem Mährischen Landesmuseum in Brünn überlassen worden war, und schrieb an seiner (bislang unveröffentlichten) Autobiographie. Seine letzte Regiearbeit war 2024 eine szenische Lesung zum 100. Todestag von Franz Kafka, „Hommage á Franz Kafka“, die unter anderem im TheaterArche und am HaDivadlo in Brünn gezeigt wurde. 
Ludvik Kavin hinterlässt vier Kinder und sieben Enkelkinder. Persönliche Freundschaften und Bekanntschaften verbanden ihn unter anderem mit Ernst Jandl und Friederike Mayröcker, Karel Schwarzenberg und Václav Havel. Er verstarb unerwartet am 25. April 2025 in Wien.